# Antoine Moreau
Antoine Moreau (zm. 1703) – saski i polski dyplomata.
W latach 1693–1697 saski poseł w Kopenhadze. W latach 1700–1703 polski rezydent w Saksonii.